# سيلفيو أشبان
سيلفيو أشبان (بالإنجليزية: Silvio Spann)‏ (مواليد 21 أغسطس 1981) هو لاعب كرة قدم. يلعب مع منتخب ترينيداد وتوباغو لكرة القدم منذ عام 2002.

## سجل المشاركة

### المنتخب الوطني
| منتخب ترينينداد وتوباغو لكرة القدم | منتخب ترينينداد وتوباغو لكرة القدم | منتخب ترينينداد وتوباغو لكرة القدم |
| السنة                              | ظهور                               | أهداف                              |
| ---------------------------------- | ---------------------------------- | ---------------------------------- |
| 2002                               | 3                                  | 0                                  |
| 2003                               | 7                                  | 0                                  |
| 2004                               | 8                                  | 1                                  |
| 2005                               | 9                                  | 0                                  |
| 2006                               | 2                                  | 0                                  |
| 2007                               | 5                                  | 1                                  |
| 2008                               | 1                                  | 0                                  |
| 2009                               | 6                                  | 0                                  |
| المجموع                            | 41                                 | 2                                  |

## وصلات خارجية
- سيلفيو أشبان على موقع رابطة كرة القدم اليابانية للمحترفين (اليابانية)
- سيلفيو أشبان على موقع قاعدة بيانات كرة القدم.إي يو (الإنجليزية)
- سيلفيو أشبان على موقع ناشيونال فوتبول تيمز (الإنجليزية)
- سيلفيو أشبان على موقع Soccerbase.com (لاعب) (الإنجليزية)
- سيلفيو أشبان على موقع Soccerway.com (الإنجليزية)
- سيلفيو أشبان على موقع عالم كرة القدم.نت (الإنجليزية)

- National Football Teams